# Jindřich Roudný
Jindřich Roudný (ur. 14 lutego 1924 w Fukovie, zm. 10 maja 2015 w Pradze) – czechosłowacki lekkoatleta długodystansowiec, mistrz Europy.
Specjalizował się w biegu na 3000 metrów z przeszkodami. Na mistrzostwach Europy w 1946 w Oslo zajął w tej konkurencji 7. miejsce, ale wynikiem 9:33,4 ustanowił rekord Czechosłowacji.
Na mistrzostwach Europy w 1950 w Brukseli zdobył złoty medal w biegu na 3000 metrów z przeszkodami z czasem 9:05,4. Na igrzyskach olimpijskich w 1952 w Helsinkach odpadł w eliminacjach.
Był mistrzem Czechosłowacji w biegu na 3000 metrów z przeszkodami w latach 1946–1948, 1950 i 1953 oraz w biegu na 5000 metrów w 1949, wicemistrzem w biegu na 1500 metrów w 1947 i 1948, w biegu na 3000 metrów z przeszkodami w 1954 i w biegu przełajowym w 1953 oraz brązowym medalistą w biegu na 5000 metrów w 1952 i w biegu ulicznym w 1947.

## Rekordy życiowe
- bieg na 3000 metrów z przeszkodami – 9:05,4 (27 sierpnia 1950, Bruksela)